# Glacier de l'Unteraar
Le glacier de l'Unteraar (Unteraargletscher en allemand) se trouve en Suisse dans le canton de Berne. Il est le plus grand des deux glaciers à l'origine de l'Aar, l'autre glacier étant le glacier de l'Oberaar. Le glacier de l'Unteraar est issu de la jonction entre les glaciers du Finsteraar (au pied du Finsteraarhorn) et de Lauteraar (près du Lauteraarhorn). Il s'étend sur environ 6 kilomètres vers l'ouest en direction du col du Grimsel avant de déboucher sur le lac du Grimsel.
Maintenant recouvert de moraines et de débris rocheux à cause de fréquentes chutes de pierre sur les versants, le glacier s'est passablement retiré durant le dernier siècle si bien qu'il n'est plus visible depuis les environs proches du col du Grimsel. Durant la période baroque, il faisait partie des panoramas les plus renommés de Suisse.

## Glaciologie

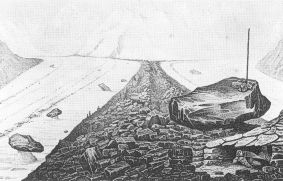
Joseph Bettannier, 1840, « Glacier inférieur de l'Aar » (sic), dans l'ouvrage de Louis Agassiz, « Études sur les glaciers »

En 1827, il devint l'un des premiers sujets d'étude pour la glaciologie, une science qui en était à ses balbutiements. Franz Josef Hugi puis l'équipe menée par Louis Agassiz s'y intéressèrent et vinrent plusieurs années de suite sur le glacier afin de l'examiner. Les scientifiques séjournèrent dès 1840 sous l'« hôtel des Neuchâtelois », un énorme bloc de roche au milieu de la moraine et qui tomba plus tard dans le lac du Grimsel. Le rocher avait déjà fait l'objet d'un tableau, Der grosse Steintisch auf dem Lauteraargletscher, par Caspar Wolf vers 1774. Un film documentaire de 20 minutes sur la vie d'Agassiz au milieu du glacier de l'Unteraar devrait sortir fin 2007.

## Écologie
Un projet de rehaussement du barrage du Grimsel est contesté par les organisations écologistes dont le WWF. L'élévation de 23 mètres prévue pour le barrage provoquerait l'augmentation du niveau du lac et l'inondation de la zone proche de la langue du glacier (la marge proglaciaire) sur près d'un kilomètre carré. Cette partie de la vallée comprend de vieilles forêts d'arolles et des zones marécageuses avec un écosystème particulier. Le canton de Berne a toutefois approuvé le projet en mars 2007 en raison des besoins énergétiques du pays, permettant une production annuelle supplémentaire de 20 gWh.
Le glacier de Lauteraar fait partie d'une zone utilisée pour les entraînements de tirs de DCA par l'armée suisse. Cette dernière mène régulièrement des opérations de nettoyage. Accessoirement, ces mesures évitent que des débris métalliques ne restent sur le glacier, et qu'à terme ils n'aboutissent sur la partie supérieure du glacier de l'Unteraar.

## Évolution
Depuis 1850, le glacier a reculé de 2,3 km et sa surface a diminué de 10,7 km2.

Évolution du glacier en mètres. En vert, les différences de longueur cumulées. En rouge, les variations de longueur annuelles.